# دينيس رينولدز (فيلادلفيا دائما مشمسة)
دينيس رينولدز (بالإنجليزية: Dennis Reynolds)‏ شخصية خيالية من مسلسل قناة إف إكس الكوميدي فيلادلفيا دائماً مشمسة، يؤدي دورها الممثل غلين هاورتون. يشترك دينيس بملكية الحانة وهو شقيق دياندرا التوأم. ببساطة دينيس هو الشخض الأكثر اختلالاً بالمجموعة. يُعزى غرور دينيس إلى تعليمهُ إذ إرتاد جامعة بنسلفانيا ودرس علم النفس.

## وصلات خارجية
- دينيس رينولدز (فيلادلفيا دائما مشمسة) في قاعدة بيانات الأفلام على الإنترنت